# Etienne-Charles-Ferdinand Delhomme
Etienne-Charles-Ferdinand Delhomme, francoski general, * 1884, † 1941.